# Karl Merz (Bildhauer)

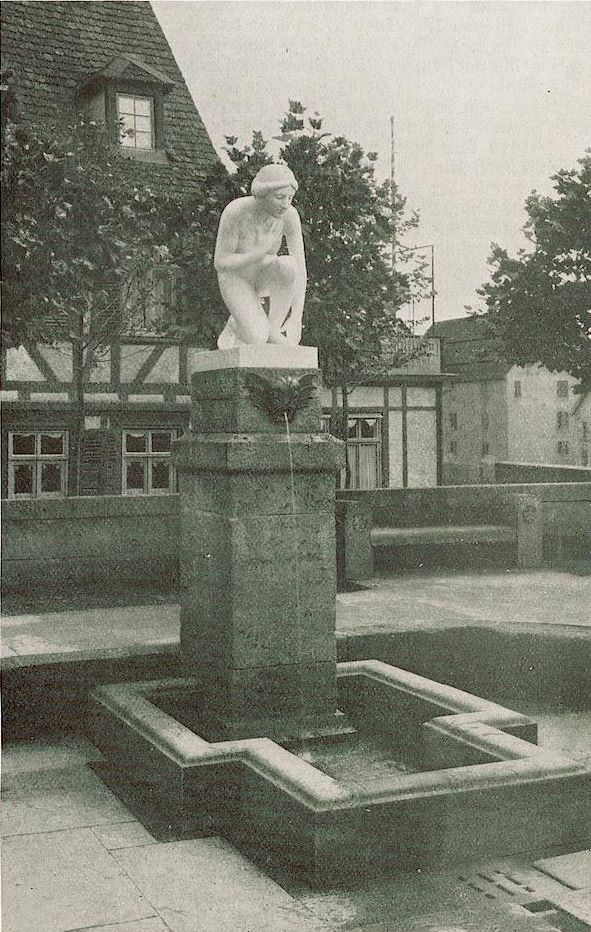
Nymphe an dem aus dem Lützelbrunnen gespeisten Brunnen vor der Neckarmüllerei in Tübingen

Karl Merz (* 26. Februar 1869 in Reutlingen; † 5. Juni 1950 in Tübingen) war ein in Tübingen tätiger deutscher Bildhauer.

## Leben und Wirken
Karl Merz ließ sich nach der Ausbildung an der Kunstgewerbeschule Stuttgart und der Akademie der Bildenden Künste München sowie einem Studienaufenthalt in Italien in Tübingen nieder, wo er von der Stadt eine Stelle als Zeichenlehrer an der Oberrealschule (heute Wildermuth-Gymnasium) erhielt und ein eigenes Kunstatelier in der Tübinger Karlstraße betrieb.
Sein wohl bekanntestes Werk ist die Figur der Nymphe aus weißem toskanischem Marmor aus dem Jahr 1910 im Park am Anlagensee in Tübingen, die heute ein wenig versteckt, weil in dicht bewachsener Umgebung, romantisch an einer Schleife des Mühlbachs steht. Sie war ursprünglich auf einem höheren Sockel Teil des steinernen Brunnens, der sein Wasser vom nahegelegenen Lützelbrunnen erhielt. Dieser befand sich bis 1961 in einer kleinen, von Theodor Fischer gestalteten Anlage mit Bänken an der Ecke Neckarbrücke/Gartenstraße, vor der Neckarmüllerei.
Unter seinen weiteren Werken sind die Plastik „Die Reue“ (vielfach ausgezeichnet, auch auf der Weltausstellung in St. Louis, Missouri, 1904), heute im Lenbachhaus in München, der Kinderbrunnen im damaligen Rathaus in Stuttgart (1909), eine Büste des Tübinger Oberbürgermeisters Hermann Haußer, ein Reliefmedaillon des Heimatdichters Matthias Koch und das Denkmal für den General Otto von Haldenwang in Münsingen-Buttenhausen.
Seinen zeichnerischen Nachlass verwahrte bis zur Schließung das Heimatmuseum Lustnau.
Ein Schüler von Merz war der Tübinger Bildhauer Ugge Bärtle.